# Premio Brancati

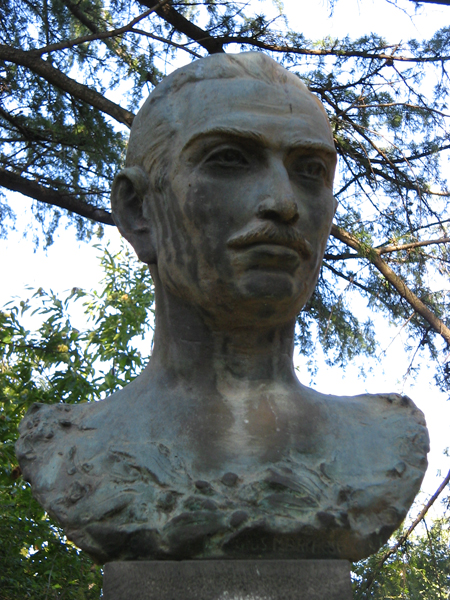
Busto di Vitaliano Brancati presso il Parco Comunale di Zafferana.

Il Premio Brancati è un premio letterario italiano, assegnato con cadenza annuale nel mese di settembre a Zafferana Etnea (CT).

## Il premio
Il premio fu istituito nel 1967 per iniziativa di alcuni scrittori siciliani in memoria di Vitaliano Brancati.  Così come altri autori (Luigi Capuana, Federico De Roberto, Giovanni Verga), anche Brancati trascorreva molti mesi all’anno a Zafferana Etnea,  dove spesso scriveva i suoi romanzi.  “Paolo il caldo”  per esempio è ambientato proprio a Zafferana, descritta come uno dei più suggestivi paesi dell'Etna.
Il premio, grazie alla collaborazione di importanti scrittori italiani e stranieri, come Alberto Moravia, Pier Paolo Pasolini, Ezra Pound, Leonardo Sciascia, Vanni Ronsisvalle, divenne presto un premio di importanza e prestigio nazionale. Ai convegni-dibattito sulla letteratura, organizzati a margine del premio, hanno partecipato nel tempo personaggi illustri della cultura italiana e straniera, come Jorge Amado, Giuseppe Bonaviri, Vincenzo Consolo, Stefano D'Arrigo, Dacia Maraini, Elsa Morante, Ercole Patti, Lucio Piccolo di Calanovela, Cesare Zavattini.
A inaugurare l'albo d'oro per la narrativa nel 1968, fu Elsa Morante con “Il mondo salvato dai ragazzini” (Einaudi), Intorno alla metà degli anni '80 si aggiunsero una sezione dedicata al giornalismo e una ai traduttori. 
Nel 1989 il premio modifica la denominazione in  “Premio Brancati – Zafferana per la diffusione della cultura italiana nel mondo”.
Nel 1996 la sezione giornalismo viene sostituita dalla Poesia, vinta da Maria Luisa Spaziani con “I fasti dell'Ortica” (Arnoldo Mondadori Editore).
Nel 1998 la sezione dedicata ai traduttori viene sostituita dalla saggistica, e a vincere è Paolo Mauri con “L'opera imminente” (Einaudi).
Nel 2015 è stata aggiunta la sezione “Giovani” vinta da Giulia Gubellini con “Under” ( Rizzoli). 
Il premio è organizzato dall'Amministrazione Comunale di Zafferana Etnea 
Dal 2015 la direzione artistica è affidata a Raffaele Mangano, giornalista e scrittore. 
La serata di premiazione si tiene l’ultimo sabato di settembre.

## Albo d'Oro
Di seguito i vincitori del premio a partire dall'istituzione del riconoscimento letterario:
| Anno                                                                           | Sezione                              | Vincitore                                                                       | Opera                                                                           |
| Premio letterario di Zafferana Etnea                                           | Premio letterario di Zafferana Etnea | Premio letterario di Zafferana Etnea                                            | Premio letterario di Zafferana Etnea                                            |
| ------------------------------------------------------------------------------ | ------------------------------------ | ------------------------------------------------------------------------------- | ------------------------------------------------------------------------------- |
| 1968                                                                           | -                                    | Elsa Morante                                                                    | Il mondo salvato dai ragazzini                                                  |
| Convegno Premio Brancati Zafferana                                             |                                      |                                                                                 |                                                                                 |
| 1969                                                                           | -                                    | Michele Pantaleone                                                              | Antimafia, occasione mancata                                                    |
| 1970                                                                           | Premio non assegnato                 | Premio non assegnato                                                            | Premio non assegnato                                                            |
| 1971                                                                           | Premio non assegnato                 | Premio non assegnato                                                            | Premio non assegnato                                                            |
| 1972                                                                           | -                                    | Salvatore La Francesca                                                          | La politica economica del fascismo                                              |
| 1973                                                                           | -                                    | Giuseppe Bonaviri                                                               | L'isola amorosa                                                                 |
| 1974                                                                           | -                                    | Ercole Patti                                                                    | Gli ospiti di quel castello                                                     |
| 1975                                                                           | -                                    | Sebastiano Addamo                                                               | Il giudizio della sera                                                          |
| 1976                                                                           | -                                    | Maria Occhipinti                                                                | Una donna di Ragusa                                                             |
| 1977                                                                           | -                                    | Carlo Bernari                                                                   | Napoli, silenzio e grida                                                        |
| 1978                                                                           | -                                    | Emanuel Carnevali                                                               | Il primo Dio                                                                    |
| 1979                                                                           | -                                    | Luigi Malerba                                                                   | Dopo il pescecane                                                               |
| 1980                                                                           | Premio non assegnato                 | Premio non assegnato                                                            | Premio non assegnato                                                            |
| 1981                                                                           | -                                    | Cesare Zavattini                                                                | Zavattini parla di Zavattini                                                    |
| 1982                                                                           | -                                    | Ida Magli                                                                       | Gesù di Nazareth, tabù e trasgressione                                          |
| 1983                                                                           | -                                    | Casa editrice Einaudi                                                           | Casa editrice Einaudi                                                           |
| 1984                                                                           | Premio non assegnato                 | Premio non assegnato                                                            | Premio non assegnato                                                            |
| 1985                                                                           | Saggistica                           | Matteo Donato                                                                   | Matteo Donato                                                                   |
| 1985                                                                           | Narrativa                            | Giuseppe Frazzetto, Luisa Paladino (ex aequo)                                   | Giuseppe Frazzetto, Luisa Paladino (ex aequo)                                   |
| 1986                                                                           | -                                    | Stefano D'Arrigo                                                                | Cima delle nobildonne                                                           |
| 1987                                                                           | -                                    | Gianni Vattimo                                                                  | Filosofia 86                                                                    |
| 1988                                                                           | -                                    | Dominique Fernandez                                                             | Le Radeau de la Gorgone                                                         |
| Premio Brancati - Zafferana per la diffusione della cultura italiana nel mondo |                                      |                                                                                 |                                                                                 |
| 1989                                                                           | -                                    | Istituto Italiano di Cultura di Parigi                                          | Istituto Italiano di Cultura di Parigi                                          |
| 1990                                                                           | -                                    | Istituto Italiano di Cultura di Varsavia                                        | Istituto Italiano di Cultura di Varsavia                                        |
| 1991                                                                           | -                                    | Istituto Italiano di Cultura di Mosca                                           | Istituto Italiano di Cultura di Mosca                                           |
| 1992                                                                           | -                                    | Istituto Stet, José Saramago                                                    | Istituto Stet, José Saramago                                                    |
| 1993                                                                           | -                                    | Istituto Luce, Barry Gifford                                                    | Istituto Luce, Barry Gifford                                                    |
| 1994                                                                           | -                                    | Istituto dell'Enciclopedia Italiana Treccani, Aleksandr Solženicyn, Jorge Amado | Istituto dell'Enciclopedia Italiana Treccani, Aleksandr Solženicyn, Jorge Amado |
| 1995                                                                           | Premio non assegnato                 | Premio non assegnato                                                            | Premio non assegnato                                                            |
| Premio Brancati                                                                |                                      |                                                                                 |                                                                                 |
| 1996                                                                           | Narrativa                            | Salvatore Silvano Nigro                                                         | La tabacchiera di don Lisander                                                  |
| 1996                                                                           | Poesia                               | Maria Luisa Spaziani                                                            | I fasti dell'ortica                                                             |
| 1996                                                                           | Traduzione                           | Martine Van Geertryden                                                          | Martine Van Geertryden                                                          |
| 1997                                                                           | Narrativa                            | Dacia Maraini                                                                   | Dolce per sé                                                                    |
| 1997                                                                           | Poesia                               | Cesare Viviani                                                                  | Una comunità degli animi                                                        |
| 1998                                                                           | Narrativa                            | Francesco Biamonti                                                              | Le parole la notte                                                              |
| 1998                                                                           | Saggistica                           | Paolo Mauri                                                                     | L'opera imminente                                                               |
| 1998                                                                           | Poesia                               | Giampiero Neri                                                                  | Teatro naturale                                                                 |
| 1999                                                                           | Narrativa                            | Vincenzo Consolo                                                                | Lo spasimo di Palermo                                                           |
| 1999                                                                           | Saggistica                           | Giuseppe Pontiggia                                                              | I contemporanei del futuro                                                      |
| 1999                                                                           | Poesia                               | Valerio Magrelli                                                                | Didascalie per la lettura di un giornale                                        |
| 2000                                                                           | Narrativa                            | Serena Vitale                                                                   | La casa di ghiaccio                                                             |
| 2000                                                                           | Saggistica                           | Giorgio Abraham                                                                 | Il sogno del secolo                                                             |
| 2000                                                                           | Poesia                               | Mario Baudino                                                                   | Colloqui con un vecchio nemico                                                  |
| 2001                                                                           | Narrativa                            | Diego De Silva                                                                  | Certi bambini                                                                   |
| 2001                                                                           | Saggistica                           | Gian Carlo Roscioni                                                             | Il desiderio delle Indie                                                        |
| 2001                                                                           | Poesia                               | Nelo Risi                                                                       | Altro da dire                                                                   |
| 2002                                                                           | Narrativa                            | Silvana Grasso                                                                  | La pupa di zucchero                                                             |
| 2002                                                                           | Saggistica                           | Lina Bolzoni                                                                    | La rete delle immagini                                                          |
| 2002                                                                           | Poesia                               | Giancarlo Majorino                                                              | Gli alleati viaggiatori                                                         |
| 2003                                                                           | Narrativa                            | Simona Vinci                                                                    | Come prima delle madri                                                          |
| 2003                                                                           | Saggistica                           | Luca Clerici                                                                    | Apparizione e visione                                                           |
| 2003                                                                           | Poesia                               | Giovanni Raboni                                                                 | Barlumi di storia                                                               |
| 2004                                                                           | Narrativa                            | Andrea Canobbio                                                                 | Il naturale disordine delle cose                                                |
| 2004                                                                           | Saggistica                           | Anna Tonelli                                                                    | Politica e amore                                                                |
| 2004                                                                           | Poesia                               | Antonio Riccardi                                                                | Gli impianti del dovere e della guerra                                          |
| 2005                                                                           | Narrativa                            | Rosetta Loy                                                                     | Nero è l’albero dei ricordi, azzurra l’aria                                     |
| 2005                                                                           | Saggistica                           | Franco Cordero                                                                  | Fiabe d’entropia                                                                |
| 2005                                                                           | Poesia                               | Luigi Ballerini                                                                 | Cefalonia                                                                       |
| 2006                                                                           | Narrativa                            | Nico Orengo                                                                     | Di viole e liquirizia                                                           |
| 2006                                                                           | Saggistica                           | Gianluigi Beccaria                                                              | Per difesa e per amore                                                          |
| 2006                                                                           | Poesia                               | Franco Marcoaldi                                                                | Animali in versi                                                                |
| 2007                                                                           | Narrativa                            | Antonio Pascale                                                                 | S’è fatta ora                                                                   |
| 2007                                                                           | Saggistica                           | Carlo Ginzburg                                                                  | Il filo e le tracce                                                             |
| 2007                                                                           | Poesia                               | Gianni D'Elia                                                                   | Trovatori                                                                       |
| 2008                                                                           | Narrativa                            | Andrea Bajani                                                                   | Se consideri le colpe                                                           |
| 2008                                                                           | Saggistica                           | Massimo Onofri                                                                  | La ragione in contumacia                                                        |
| 2008                                                                           | Poesia                               | Franco Loi                                                                      | Voci d’osteria                                                                  |
| 2009                                                                           | Narrativa                            | Paolo Di Stefano                                                                | Nel cuore che ti cerca                                                          |
| 2009                                                                           | Saggistica                           | Salvatore Lupo                                                                  | Quando la mafia trovò l’America                                                 |
| 2009                                                                           | Poesia                               | Rosita Copioli                                                                  | Il postino fedele                                                               |
| 2010                                                                           | Narrativa                            | Rosa Matteucci                                                                  | Tutta mio padre                                                                 |
| 2010                                                                           | Saggistica                           | Cesare De Michelis                                                              | Moderno antimoderno                                                             |
| 2010                                                                           | Poesia                               | Pier Luigi Bacchini                                                             | Canti territoriali (Mondadori)                                                  |
| 2011                                                                           | Narrativa                            | Marco Lodoli                                                                    | Italia                                                                          |
| 2011                                                                           | Saggistica                           | Ermanno Rea                                                                     | La fabbrica dell’obbedienza                                                     |
| 2011                                                                           | Poesia                               | Milo De Angelis                                                                 | Quell’andarsene nel buio dei cortili                                            |
| 2012                                                                           | Narrativa                            | Raffaele La Capria                                                              | Esercizi superficiali                                                           |
| 2012                                                                           | Saggistica                           | Massimo Raffaeli                                                                | Band à part                                                                     |
| 2012                                                                           | Poesia                               | Eugenio De Signoribus                                                           | Trinità dell’esodo                                                              |
| 2013                                                                           | Narrativa                            | Alberto Capitta                                                                 | Alberi erranti e naufraghi                                                      |
| 2013                                                                           | Saggistica                           | Marco Santagata                                                                 | Dante. Il romanzo della sua vita                                                |
| 2013                                                                           | Poesia                               | Claudio Damiani                                                                 | Il fico sulla fortezza                                                          |
| 2014                                                                           | Narrativa                            | Donatella Di Pietrantonio                                                       | Bella mia                                                                       |
| 2014                                                                           | Saggistica                           | Adriano Prosperi                                                                | Delitto e perdono                                                               |
| 2014                                                                           | Poesia                               | Mario Benedetti                                                                 | Tersa morte                                                                     |
| 2015                                                                           | Narrativa                            | Nadia Terranova                                                                 | Gli anni al contrario                                                           |
| 2015                                                                           | Saggistica                           | Domenico Quirico                                                                | Il grande califfato                                                             |
| 2015                                                                           | Poesia                               | Roberto Deidier                                                                 | Solstizio                                                                       |
| 2015                                                                           | Giovani                              | Giulia Gubellini                                                                | Under                                                                           |
| 2016                                                                           | Narrativa                            | Concita De Gregorio                                                             | Mi sa che fuori è primavera                                                     |
| 2016                                                                           | Saggistica                           | Fabio Isman                                                                     | Andare per le città ideali                                                      |
| 2016                                                                           | Poesia                               | Mariangela Gualtieri                                                            | Le giovani parole                                                               |
| 2016                                                                           | Giovani                              | Lavinia Petti                                                                   | Il ladro di nebbia                                                              |
| 2017                                                                           | Narrativa                            | Mauro Covacich                                                                  | La città interiore                                                              |
| 2017                                                                           | Saggistica                           | Pietro Bartolo e Lidia Tilotta                                                  | Lacrime di sale                                                                 |
| 2017                                                                           | Poesia                               | Maria Attanasio                                                                 | Blu della Cancellazione                                                         |
| 2017                                                                           | Giovani                              | Giulia Caminito                                                                 | La grande A                                                                     |
| 2018                                                                           | Narrativa                            | Michele Mari                                                                    | Leggenda privata                                                                |
| 2018                                                                           | Poesia                               | Franco Arminio                                                                  | Cedi la strada agli alberi                                                      |
| 2018                                                                           | Giovani                              | Nicola H. Cosentino                                                             | Vita e morte delle aragoste                                                     |

- 2016: Premio alla carriera al poeta Pasquale Emanuele.[2]